# 柴田ひとみ
柴田 ひとみ（しばた ひとみ、1988年3月19日 - ）は、岐阜県出身の元女子バスケットボール選手である。ポジションはパワーフォワード。177cm。

## 人物
岐阜県立岐阜商業高等学校から早稲田大学に進み、U-19及びユニバーシアードの日本代表に選出される。
卒業後、シャンソン化粧品に入社。
2015年引退。

## 経歴
- 岐阜県立岐阜商業高校 - 早稲田大学 - シャンソン化粧品（2010年〜2015年）